# Maria Elisabeth von Österreich (1737–1740)
Maria Elisabeth von Österreich (* 5. Februar 1737 in Wien; † 7. Juni 1740 auf Schloss Laxenburg) war das erste Kind Maria Theresias, starb jedoch schon im Kindesalter.

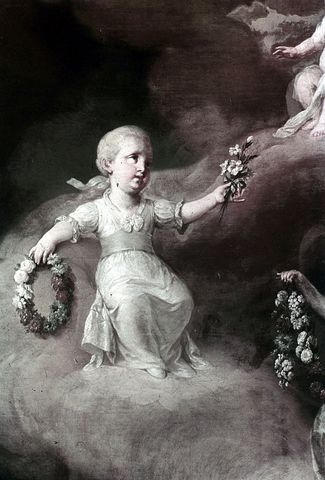
Erzherzogin Maria Elisabeth

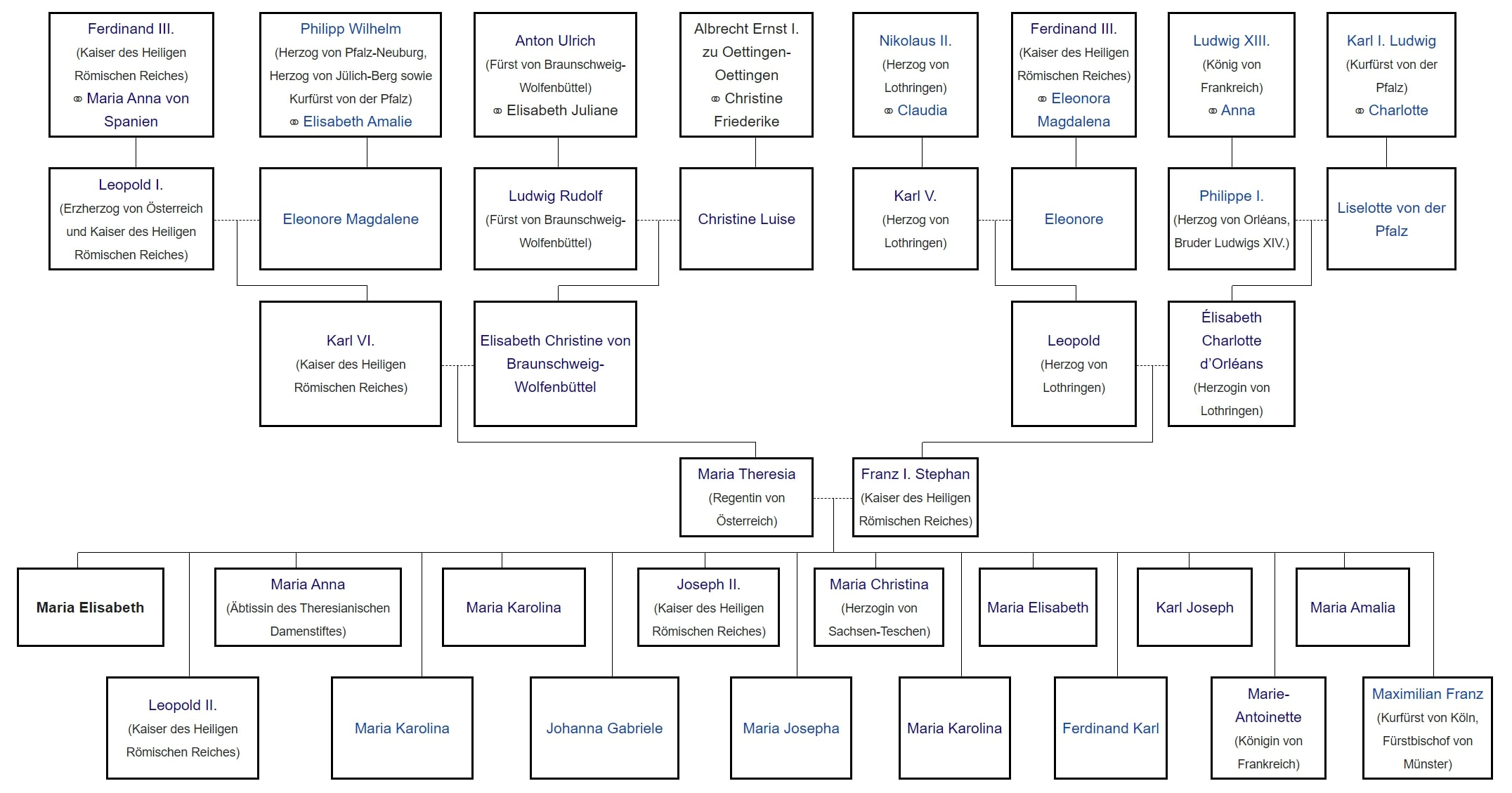
Stammbaum von Maria Elisabeth

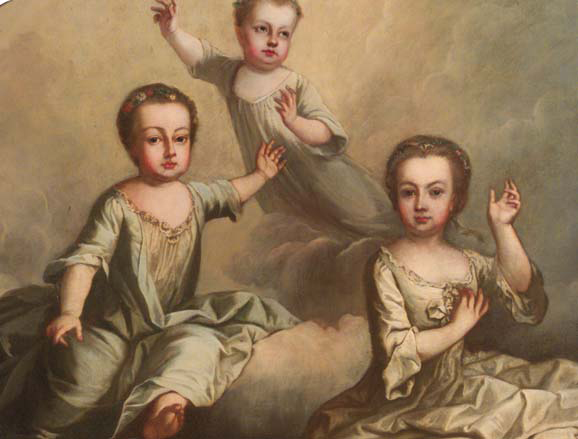
Drei schwebende Kinder von Martin van Meytens: Die jung verstorbenen Töchter von Maria Theresia (Maria Elisabeth rechts)

## Leben
Maria Elisabeth Amalia Antonia Josepha Gabriela Johanna Agatha war das erste Kind der Erzherzogin Maria Theresia, Tochter des habsburgischen Kaisers Karl VI., und Franz Stephan von Lothringens. Großer Jubel blieb bei der Geburt des Kindes jedoch aus, da sich die Eltern einen Sohn gewünscht hatten.
Maria Elisabeth war ein munteres und lebhaftes Mädchen, an dem der Großvater Kaiser Karl VI. seine Freude hatte. Gerne spielte er mit seiner „Liesl“, die sehr „unterhaltend und lustig“ war. Bei einem familiären Aufenthalt in Laxenburg brach bei Maria Elisabeth am 7. Juni 1740 eine bis heute unbekannte Erkrankung aus, die sich durch ständiges heftiges Erbrechen äußerte. Den ganzen Tag über wechselten sich Magenkrämpfe mit immer neuem Erbrechen ab, bis das Mädchen am selben Abend noch gegen neun Uhr im Alter von drei Jahren starb. Ihr Vater Franz Stephan berichtete vom Tod seiner Tochter:

„Um acht Uhr ließ man mich rufen und übergab mir ein Billet des Arztes, aus dem ich entnahm: Es ist Zeit, dass Ihr kommt, um Eure Frau wegzuführen, denn das Kind wird nicht mehr lang leben. Etwas verwirrt ging ich daher weg und fand bei meiner Ankunft meine Frau ganz in Tränen aufgelöst. Ich nahm sie bei der Hand und führte sie in ihre Gemächer. Anschließend begab ich mich zur Kranken zurück. Ich war nur die Hälfte einer Viertelstunde geblieben, als sich das Kind aufsetzte, mich fest anblickte und mit erhobener klarer Stimme sagte: „Ich befehle mich, o mein Gott!“ Dann fiel sie zurück und verstarb in meinen Armen.“

Die Prinzessin wurde als erste Angehörige des Hauses Habsburg bzw. Habsburg-Lothringen in der Maria-Theresien-Gruft, einem Teil der Kapuzinergruft, beigesetzt. Ihr Herz und ihre Eingeweide, die man im Rahmen der Leichenkonservierung entnommen hatte, befinden sich in der Herzogsgruft. 
Der Name Maria Elisabeth wurde auch ihrer jüngeren Schwester Maria Elisabeth gegeben.

## Vorfahren
| Ahnentafel Maria Elisabeth von Österreich | Ahnentafel Maria Elisabeth von Österreich                                                                  | Ahnentafel Maria Elisabeth von Österreich                                                                  | Ahnentafel Maria Elisabeth von Österreich                                                                  | Ahnentafel Maria Elisabeth von Österreich                                                                  | Ahnentafel Maria Elisabeth von Österreich                                                        | Ahnentafel Maria Elisabeth von Österreich                                                        | Ahnentafel Maria Elisabeth von Österreich                                                                       | Ahnentafel Maria Elisabeth von Österreich                                                                       |
| ----------------------------------------- | --- | --- | --- | --- | ------------------------------------------------------------------------------------------------ | ------------------------------------------------------------------------------------------------ | --- | --- |
| Urgroßeltern                              | Herzog Karl V. Leopold (1643–1690) ⚭ 1678 Eleonore von Österreich (1653–1697)                              | Herzog Karl V. Leopold (1643–1690) ⚭ 1678 Eleonore von Österreich (1653–1697)                              | Philipp I. von Bourbon (1640–1701) ⚭ 1671 Elisabeth von der Pfalz (1652–1722)                              | Philipp I. von Bourbon (1640–1701) ⚭ 1671 Elisabeth von der Pfalz (1652–1722)                              | Kaiser Leopold I. (1640–1705) ⚭ 1676 Eleonore Magdalene von der Pfalz (1655–1720)                | Kaiser Leopold I. (1640–1705) ⚭ 1676 Eleonore Magdalene von der Pfalz (1655–1720)                | Herzog Ludwig Rudolf von Braunschweig-Wolfenbüttel (1671–1735) ⚭ 1690 Christine Luise von Oettingen (1671–1747) | Herzog Ludwig Rudolf von Braunschweig-Wolfenbüttel (1671–1735) ⚭ 1690 Christine Luise von Oettingen (1671–1747) |
| Großeltern                                | Herzog Leopold Joseph von Lothringen (1679–1729) ⚭ 1698 Élisabeth Charlotte de Bourbon-Orléans (1676–1744) | Herzog Leopold Joseph von Lothringen (1679–1729) ⚭ 1698 Élisabeth Charlotte de Bourbon-Orléans (1676–1744) | Herzog Leopold Joseph von Lothringen (1679–1729) ⚭ 1698 Élisabeth Charlotte de Bourbon-Orléans (1676–1744) | Herzog Leopold Joseph von Lothringen (1679–1729) ⚭ 1698 Élisabeth Charlotte de Bourbon-Orléans (1676–1744) | Kaiser Karl VI. (1685–1740) ⚭ 1708 Elisabeth Christine von Braunschweig-Wolfenbüttel (1691–1750) | Kaiser Karl VI. (1685–1740) ⚭ 1708 Elisabeth Christine von Braunschweig-Wolfenbüttel (1691–1750) | Kaiser Karl VI. (1685–1740) ⚭ 1708 Elisabeth Christine von Braunschweig-Wolfenbüttel (1691–1750)                | Kaiser Karl VI. (1685–1740) ⚭ 1708 Elisabeth Christine von Braunschweig-Wolfenbüttel (1691–1750)                |
| Eltern                                    | Kaiser Franz I. Stephan (1708–1765) ⚭ 1736 Maria Theresia (1717–1780)                                      | Kaiser Franz I. Stephan (1708–1765) ⚭ 1736 Maria Theresia (1717–1780)                                      | Kaiser Franz I. Stephan (1708–1765) ⚭ 1736 Maria Theresia (1717–1780)                                      | Kaiser Franz I. Stephan (1708–1765) ⚭ 1736 Maria Theresia (1717–1780)                                      | Kaiser Franz I. Stephan (1708–1765) ⚭ 1736 Maria Theresia (1717–1780)                            | Kaiser Franz I. Stephan (1708–1765) ⚭ 1736 Maria Theresia (1717–1780)                            | Kaiser Franz I. Stephan (1708–1765) ⚭ 1736 Maria Theresia (1717–1780)                                           | Kaiser Franz I. Stephan (1708–1765) ⚭ 1736 Maria Theresia (1717–1780)                                           |
| Maria Elisabeth von Österreich            | | | | |                                                                                                  |                                                                                                  | | |